# 德賴斯代爾 (亞利桑那州)
德賴斯代爾（英語：Drysdale）是位於美國亞利桑那州尤馬縣的一個人口普查指定地區。根據2010年美國人口普查，該地人口為272人，而該地的面積約為0.42平方千米。

## 地理
德賴斯代爾的座標為32°38′43″N 114°42′24″W / 32.64528°N 114.70667°W，而該地最高點為海拔高度33米（即108英尺）。